# Chalkida
Chalkis (tiếng Hy Lạp cổ & Katharevousa: Χαλκίς • Chalkís) hay Chalkida (tiếng Hy Lạp: Χαλκίδα, đã Latinh hoá: Halkídha, IPA: /xalˈciða/) là một khu tự quản ở vùng Trung Hy Lạp, Hy Lạp. Khu tự quản Chalkida có diện tích 425 km², dân số theo điều tra ngày 18 tháng 3 năm 2001 là 92809 người.